# (5280) Andrewbecker
(5280) Andrewbecker – planetoida z pasa głównego planetoid.

## Odkrycie i nazwa
Odkryli ją Celina Mikolajczak i Robert Francis Coker 11 sierpnia 1988 roku w Obserwatorium Palomar. Nazwa planetoidy pochodzi od Andrew Beckera (ur. 1973) – amerykańskiego astronoma i analityka danych z University of Washington. Przed nadaniem nazwy planetoida nosiła oznaczenie tymczasowe 1988 PT.

## Orbita
(5280) Andrewbecker obiega Słońce w średniej odległości 2,59 j.a. w czasie 4 lat i 58 dni.